# Leucomigus
Leucomigus — род долгоносиков из подсемейства Lixinae.

## Описание
Головотрубка более или менее параллельносторонняя, короткая и толстая. Надкрылья и переднеспинка в более или менее равномерно расположенных мелких блестящих зёрнышках. Верхняя и нижняя части тела в густых белых волосках, на надкрыльях образующих не резкий пятнистый рисунок, вершины надкрылий закруглены вместе. Переднеспинка поперечная, сильно суженная вперёд.

## Виды
Некоторые виды:
- Leucomigus candidatus (Pallas, 1771)
- Leucomigus tesselatus (Fairmaire, 1849)